# Negoziato
Il negoziato è un processo comunicativo tra due o più attori finalizzato alla formulazione di una decisione congiunta.
Esso è anche uno dei quattro tipi fondamentali di ADR, ovvero alternative dispute resolution (risoluzione alternativa delle dispute, senza cioè che si passi attraverso il tribunale).

## Tipologie
Esso può essere formale, quando ci si siede ad un tavolo in maniera ufficiale, o informale, quando si prende un accordo in maniera ufficiosa; sovente, la fase pre-negoziale usa la prassi informale. Il negoziato può avere come fine l'instaurazione di un rapporto di cooperazione o la risoluzione di un conflitto e a volte termina in maniera brusca nella cosiddetta confrontation.
Riguardo al negoziatore, è stato evidenziato il suo boundary role, ossia il suo ruolo di confine tra la sfera interna e quella internazionale: può capitare, infatti, che il negoziatore sia influenzato da gruppi di pressione interni come i movimenti radicali, che modificano la sua azione a livello internazionale. Per questo motivo nella diplomazia classica si applicava ad esso il brocardo "expressa nocent", che esprime il principio secondo cui le dichiarazioni pubbliche o esplicite possono avere effetti giuridici vincolanti o pregiudizievoli per l'efficacia della trattativa.

## Modelli
Il politologo internazionalista I. William Zartman ha individuato tre modelli negoziali:
- il modello della concessione-convergenza prevede un obiettivo quantificabile che possa essere oggetto di scambio tra gli attori;
- il modello della formula-dettagli prevede una prima fase in cui vengono dettate le condizioni negoziali e una seconda fase in cui avvengono i negoziati veri e propri, come nel caso dell'allargamento dell'Unione europea all'Europa orientale, per cui si ebbe una prima fase con la fissazione dei criteri di Copenaghen nel 1993 e tre successive fasi negoziali nel 1997, 1999 e 2005, e nel caso della crisi del debito dell'America Latina nel 1982.
- il modello della costruzione progressiva prevede una serie di tappe ben distinte, come nel caso del conflitto arabo-israeliano, per cui si ebbe un primo accordo a Camp David nel 1978, un secondo a Oslo nel 1994 e un terzo (fallito) sempre a Camp David nel 1999.

In merito alla riuscita dei negoziati, sono emerse due teorie principali: per i liberali, può potenzialmente esserci sempre esito positivo, mentre per i realisti ciò è possibile solo quando c'è la zona di contratto. Con questo concetto si intende l'incontro di proposte, obiettivi e condizioni minime dei due attori, ossia la loro conciliabilità.